# Nuttycombe Invitational
Das Nuttycombe Wisconsin Invitational (bis 2015 Wisconsin adidas Invitational) ist ein Crosslauf, der seit 2009 jährlich von den Wisconsin Badgers, dem Sportteam der University of Wisconsin–Madison, veranstaltet wird. Austragungsort ist der Thomas Zimmer Championship Course in Madison. Die Veranstaltung ist nach Ed Nuttycombe benannt, einen ehemaligen Leichtathletik-Coach an der Universität.
Der Wettbewerb richtet sich in erster Linie an Universitäten im Collegesport-System der National Collegiate Athletic Association (NCAA). Das Nuttycombe Invitational gilt als der bestbesetzte Crosslauf, bevor in dieser Disziplin die Meisterschaftssaison mit den verschiedenen Meisterschaften von der Konferenzebene bis zur nationalen Ebene beginnt. Viele  – wenn auch nicht alle – der landesweit besten Universitäten nehmen jährlich teil, sodass die Rennen einen Vorgeschmack auf die nationalen Meisterschaften (NCAA Division I Cross Country Championships), den Saisonhöhepunkt der Teams in der Division I, liefern.
Die Streckenlängen liegen wie national üblich bei ca. 6 Kilometern bei den Frauen und ca. 8 Kilometern bei den Männern. Die Teilnehmer laufen auf einem hügeligen Wiesenkurs mehrere Runden. Bei beiden Geschlechtern wird jeweils ein A-Lauf und ein B-Lauf angeboten, wobei im A-Lauf maximal 8 Athleten pro Team zugelassen werden. Im B-Lauf ist die Teilnehmerzahl unbegrenzt, zusätzlich wird im B-Lauf auch eine begrenzte Anzahl von Läufern zugelassen, die keiner Universität angehören.

## Ergebnisse
Sieger der Veranstaltung seit der Erstaustragung 2009. Die Teamergebnisse setzten sich aus den addierten Endplatzierungen der fünf bestplatzierten Athleten einer jeden Universität zusammen. 2009 betrug die Distanz bei den Frauen nur 5 Kilometer.
| Jahr          | Männer                                   | Männer                                   | Männer                                   | Männer                                   | Frauen                                   | Frauen                                   | Frauen                                   | Frauen                                   |
| Jahr          | Einzel                                   | Zeit                                     | Team                                     | Punkte                                   | Einzel                                   | Zeit                                     | Team                                     | Punkte                                   |
| ------------- | ---------------------------------------- | ---------------------------------------- | ---------------------------------------- | ---------------------------------------- | ---------------------------------------- | ---------------------------------------- | ---------------------------------------- | ---------------------------------------- |
| 3. Okt. 2009  | Andrew Bumbalough (Georgetown)           | 23:54,0                                  | Syracuse                                 | 41                                       | Cecily Lemmon (BYU)                      | 17:00,3                                  | Duke                                     | 78                                       |
| 2. Okt. 2010  | Donn Cabral (Princeton)                  | 23:29,0                                  | Indiana                                  | 43                                       | Charlotte Browning (Florida)             | 20:13,4                                  | Syracuse                                 | 89                                       |
| 14. Okt. 2011 | Lawi Lalang (Arizona)                    | 23:10,8                                  | Wisconsin                                | 66                                       | Sheila Reid (Villanova)                  | 19:59,4                                  | Washington                               | 199                                      |
| 12. Okt. 2012 | Lawi Lalang (Arizona) -2-                | 23:03                                    | Stanford                                 | 135                                      | Laura Hollander (Cal Poly)               | 19:33                                    | Iowa State                               | 109                                      |
| 19. Okt. 2013 | Kemoy Campbell (Arkansas)                | 23:12                                    | Northern Arizona                         | 121                                      | Abbey D’Agostino (Dartmouth)             | 19:31                                    | Arizona                                  | 117                                      |
| 17. Okt. 2014 | Maksim Korolev (Stanford)                | 23:43                                    | Syracuse -2-                             | 85                                       | Crystal Nelson (Iowa State)              | 19:35                                    | Michigan State                           | 87                                       |
| 15. Okt. 2015 | Marc Scott (Tulsa)                       | 23:35,0                                  | Syracuse -3-                             | 101                                      | Allie Ostrander (Boise State)            | 19:19,5                                  | New Mexico                               | 32                                       |
| 14. Okt. 2016 | Justyn Knight (Syracuse)                 | 23:53,1                                  | Northern Arizona -2-                     | 78                                       | Brenna Peloquin (Boise State)            | 20:00,8                                  | Washington -2-                           | 124                                      |
| 13. Okt. 2017 | Justyn Knight (Syracuse) -2-             | 23:38,9                                  | Northern Arizona -3-                     | 50                                       | Ednah Kurgat (New Mexico)                | 19:23,2                                  | New Mexico -2-                           | 87                                       |
| 28. Sep. 2018 | Morgan McDonald (Wisconsin)              | 23:17,6                                  | Northern Arizona -4-                     | 46                                       | Alicia Monson (Wisconsin)                | 19:33,3                                  | Colorado                                 | 80                                       |
| 18. Okt. 2019 | Edwin Kurgat (Iowa State)                | 23:29,4                                  | Northern Arizona -5-                     | 59                                       | Alicia Monson (Wisconsin) -2-            | 19:39,3                                  | Arkansas                                 | 62                                       |
| 2020          | abgesagt auf Grund der COVID-19-Pandemie | abgesagt auf Grund der COVID-19-Pandemie | abgesagt auf Grund der COVID-19-Pandemie | abgesagt auf Grund der COVID-19-Pandemie | abgesagt auf Grund der COVID-19-Pandemie | abgesagt auf Grund der COVID-19-Pandemie | abgesagt auf Grund der COVID-19-Pandemie | abgesagt auf Grund der COVID-19-Pandemie |
| 15. Okt. 2021 | Wesley Kiptoo (Iowa State)               | 23:11,2                                  | Iowa State                               | 88                                       | Ceili McCabe (West Virginia)             | 19:57,4                                  | New Mexico -3-                           | 93                                       |
| 14. Okt. 2022 | Ky Robinson (Stanford)                   | 23:09,9                                  | Stanford -2-                             | 54                                       | Katelyn Tuohy (NC State)                 | 19:44,3                                  | NC State                                 | 80                                       |
| 13. Okt. 2023 | Graham Blanks (Harvard)                  | 23:23,4                                  | Northern Arizona -6-                     | 76                                       | Parker Valby (Florida)                   | 19:17,2                                  | Northern Arizona                         | 52                                       |
| 27. Sep. 2024 | Parker Wolfe (North Carolina)            | 23:04,0                                  | BYU                                      | 44                                       | Sadie Sigfstead (Villanova)              | 19:55,7                                  | Washington -3-                           | 110                                      |